# Paolo Dal Soglio
Paolo Dal Soglio (Schio, província de Vicenza, 29 de julho de 1970) é um atleta italiano que se especializou no arremesso de peso. Foi campeão europeu indoor em 1996 e, no mesmo ano, classificou-se em quarto lugar na final dos Jogos Olímpicos de Atlanta 1996. 
A sua melhor marca ao ar livre é de 21.23 m e foi obtida em Grosseto no ano de 1996. Em pista coberta tem um registo de 21.03 m realizado em Génova, em 1997.